# Bandikut Gunnův
Bandikut Gunnův (Perameles gunnii) je snadno k poznání podle podélných pruhů na zadní části zad.

## Výskyt
V jihozápadní Victorii a Tasmánii. Obývá přirozeně travinné biomy a pastviny, avšak pouze tam, kde má možnost postavit si na travnatých ostrůvcích v mokřinách nebo na zemi chráněné hnízdo.

## Základní data
Délka Bandikuta Gunnova je 27 až 35 cm. Jeho hmotnost je přibližně 450 až 900 g.

## Zajímavosti
Vyhrabává žížaly a larvy hmyzu pomocí pohyblivého chobotu a předních nohou se silnými drápy. Podle mělkých kuželovitých děr v zemi poznáme, že zde v noci hrabali bandikuti. Jako u všech vačnatců následuje porod velmi brzy po oplodnění. Malinkatá embrya zůstávají po dobu několika měsíců v matčině vaku a jsou samostatná až po 4 - 5 měsících.